# ミンダウガス家
ミンダウガス家 はリトアニアの統治者として最初に知られ且つ疑う余地のないミンダウガスを中心におくリトアニア大公国の最初の王家である。ミンダウガスは1253年にリトアニア国王として戴冠し、その10年後に暗殺された。ミンダウガスの知られている一族の関係者は息子の代で終っており、玄孫に関して、あるいは1285年のブティゲイディスに始まり1572年のジーギマンタス・アウグスタスで終わったリトアニア及びポーランドを統治したゲディミナス家との関係についての史料は残されていない。
初期リトアニアの歴史について書かれた資料が極めて乏しいことから歴史家が完全な系図を復元するには仮定を考慮に入れなければならない。さらに事態を厄介にさせているのは16世紀から17世紀に書かれた系図（その中で最も有名なのがブィホヴィエツ年代記）が伝説と史実を混同していることである。ローマ帝国からリトアニアに移住して公国を立ち上げたとされるパレモナス朝の伝説は、すっかり人気となり系図に広く普及することとなった。現実の歴史上の史料はロシアやリヴォニアの年代記から来ているが、その中で最も重要なのはイパチフの法典である。

## 概要
ミンダウガスとその兄弟のダウスプルンガスが初期5人の公間で最初に言及されるのが1219年のハールィチ・ヴォルィーニ大公国との条約である。この時から兄弟とも比較的に若く、高い地位を継承したことが暗に認められる。しかしながら、積極的な大公(ein kunic grôß)が死んだと言及するリヴォニア押韻年代記を除き、兄弟の父に関する時代は史料には書かれていない。16～17世紀に書かれた年代記は兄弟の父をリムガウダス (リトアニア語: Rimgaudas)と記し、パレモナス朝の伝説の一部としている。
ダウスプルンガスはそれ以外のところでは言及されていない。しかしながら、ミンダウガスには、自らに叛旗を翻したタウトヴィラスとゲドヴィダスという2人の甥がいたことが知られている。歴史家はミンダウガスのその他の兄弟についての資料を有していないが、次第に2人はダウスプルンガスの息子ではないかと推測するようになった。1249年から1252年までの内戦中にタウトヴィラスとゲドヴィダスは義理の兄弟であるハールィチ・ヴォルィーニ大公ダニィーロに支援を求めた。この僅かな情報は兄弟には姉妹がいたことを指し示している。その姉妹はダニィーロの2番目の妃であったが2人の間には子をもうけることはなかった。ダウスプルンガスの妻は恐らくはジェマイティヤ公ヴィーキンタスの姉妹だが、それゆえにヴィーキンダスはタウトヴィラスとゲドヴィダスの叔父にある。ゲドヴィダスに関する最後の伝聞として1253年のボヘミアで死んだと信じられている 。 タウトヴィラスは1263年に従兄弟のトレニオタに殺された。何人かの歴史家はタウトヴィラスにはヴィテブスクを統治したコンスタンティンという息子がいたと主張<しているが、 他の歴史家は異なる見解としてタウトヴィラスの息子は1271年にノヴゴロドからプスコフに送られたアイグストだと主張する。
最初の1人について知られなともミンダウガスには3人の妻がいたと仮定されている。この仮定が成り立つ理由としてミンダウガスにはヴァイシュヴィルガスと名前の知られていない娘という既に独立した生活を送っていた2人の年上の子供がいたが、他方、 モルタとの間に出来た幼い子供は未だ父に依存した生活を送っていたからである。 ヴァイシュヴィルカスは宛も正教会に己の身を捧げるようになり、リトアニア大公の位を死後の後継者に任じていた義兄弟であるシュヴァルナスに自発的に譲った。唯一知られるミンダウガスの娘は1255年にシュヴァルナスと結婚することでガリツィア の王妃(1255年–1264年)及びヘウムの侯妃 (1264年)となった。資料によるとシュヴァルナス没後にその兄弟のレーフはユイドとの同盟を考慮に入れて子供のいない寡婦と結婚した。レーフの子供達は西ウクライナ及びポーランドにおけるサスの貴族の家系の創始者となった。
1219年のハールィチ・ヴォルィーニ大公国との条約での注釈ではミンダウガスはブリオニス家のヴィスマンタスの妻を奪取したと記載されていえる。ヴィスマンタスの妻とモルタは同一人物ではないかと仮定される。ヴィスマンタスはミンダウガスに対する戦闘で1252年に死んだことが知られているが、ミンダウガスとモルタの結婚の資料に関しては知られていない。モルタとの間にどれくらい子を儲けたのかは一致しない。年代記は1261年にレプリスとゲルストカスの2人の息子について言及している。1263年にルクリスとルペイキスの2人の息子はミンダウガスとともに暗殺された。これが唯一の信用に足りる情報であるが、歴史家の間では筆記者による名前の歪曲に伴う2人の息子は同一であるのか、息子は4人だったのか一致しない。 ヴァイシュヴィルカスとタウトヴィラス（2人ないし4人の息子がおり、夭折したのではないかと指摘されている）を除き、暗殺後の公位を巡る何人かの競争相手に関する資料はない。
モルタ没後の1262年にミンダウガスはダウマンタスと結婚していた名前の知られていないモルタの姉妹を奪い取った。この暴挙はダウマンタスをトレニオタとの同盟及びミンダウガスをその2人の息子とともに暗殺させる動機となった。トレニオタはミンダウガスの甥である。トレニオタはジェマイティア公であるヴィーキンタスないしエルヴィダスの息子であると信じられている。 仮に本当にヴィーキンタスの息子であるのなら、ヴィーキンタスの姉妹と結婚したダウスプルガスとダウスプルガス（及びミンダウガス）の姉妹と結婚したヴィーキンタスという二重の婚姻が存在したことになる。エルヴィダスは1219年の条約に言及されているだけである。その他の甥であるレングヴェニスは1242年から1260年にかけてリトアニア国家において重要な役割を果たした。

## 系図
|                                             |                                             |                                             |                                             |                                             |                                             |                         |                         |                           |                           |                           |                           |                                 |                                 |                                 |                                 |                                 |                                 |                         |                         |                         |                         |  |  |                                                   |                                                   |                                                   |                                                   |                                                   |                                                   |                 |                 |                                     |                                     |                                     |                                     | ミンダウガスの父 伝説ではリムガウダス          |                                                |                                                |                                                |                                                |                                                |                         |                         |                                                       |                                                       |                                                       |                                                       |                                                       |                                                       |                             |                             |                             |                             |  |  |                     |                     |                     |                     |                     |                     |  |  |                       |                       |                       |                       |                       |                       |  |  |                               |                               |                               |                               |                               |                               |  |  |                                                                 |                                                                 |                                                                 |                                                                 |                                                                 |                                                                 |  |  |  |  |  |  |  |  |
|                                             |                                             |                                             |                                             |                                             |                                             |                         |                         |                           |                           |                           |                           |                                 |                                 |                                 |                                 |                                 |                                 |                         |                         |                         |                         |  |  |                                                   |                                                   |                                                   |                                                   |                                                   |                                                   |                 |                 |                                     |                                     |                                     |                                     |                                                |                                                |                                                |                                                |                                                |                                                |                         |                         |                                                       |                                                       |                                                       |                                                       |                                                       |                                                       |                             |                             |                             |                             |  |  |                     |                     |                     |                     |                     |                     |  |  |                       |                       |                       |                       |                       |                       |  |  |                               |                               |                               |                               |                               |                               |  |  |                                                                 |                                                                 |                                                                 |                                                                 |                                                                 |                                                                 |  |  |  |  |  |  |  |  |
|                                             |                                             |                                             |                                             |                                             |                                             |                         |                         |                           |                           |                           |                           |                                 |                                 |                                 |                                 |                                 |                                 |                         |                         |                         |                         |  |  |                                                   |                                                   |                                                   |                                                   |                                                   |                                                   |                 |                 |                                     |                                     |                                     |                                     |                                                |                                                |                                                |                                                |                                                |                                                |                         |                         |                                                       |                                                       |                                                       |                                                       |                                                       |                                                       |                             |                             |                             |                             |  |  |                     |                     |                     |                     |                     |                     |  |  |                       |                       |                       |                       |                       |                       |  |  |                               |                               |                               |                               |                               |                               |  |  |                                                                 |                                                                 |                                                                 |                                                                 |                                                                 |                                                                 |  |  |  |  |  |  |  |  |
|                                             |                                             |                                             |                                             | 某 ヴィーキンタスの姉妹                     | 某 ヴィーキンタスの姉妹                     | 某 ヴィーキンタスの姉妹 | 某 ヴィーキンタスの姉妹 | 某 ヴィーキンタスの姉妹   | 某 ヴィーキンタスの姉妹   |                           |                           | ダウスプルンガス 1219年のみ言及 | ダウスプルンガス 1219年のみ言及 | ダウスプルンガス 1219年のみ言及 | ダウスプルンガス 1219年のみ言及 | ダウスプルンガス 1219年のみ言及 | ダウスプルンガス 1219年のみ言及 |                         |                         |                         |                         |  |  |                                                   |                                                   |                                                   |                                                   | 某 （最初の妻）                                   | 某 （最初の妻）                                   | 某 （最初の妻） | 某 （最初の妻） | 某 （最初の妻）                     | 某 （最初の妻）                     |                                     |                                     | ミンダウガス リトアニア大公/国王 （1236-1263） | ミンダウガス リトアニア大公/国王 （1236-1263） | ミンダウガス リトアニア大公/国王 （1236-1263） | ミンダウガス リトアニア大公/国王 （1236-1263） | ミンダウガス リトアニア大公/国王 （1236-1263） | ミンダウガス リトアニア大公/国王 （1236-1263） |                         |                         | モルタ （2番目の妻） ヴィスマンタスの妻、1262年頃死去 | モルタ （2番目の妻） ヴィスマンタスの妻、1262年頃死去 | モルタ （2番目の妻） ヴィスマンタスの妻、1262年頃死去 | モルタ （2番目の妻） ヴィスマンタスの妻、1262年頃死去 | モルタ （2番目の妻） ヴィスマンタスの妻、1262年頃死去 | モルタ （2番目の妻） ヴィスマンタスの妻、1262年頃死去 |                             |                             |                             |                             |  |  |                     |                     |                     |                     |                     |                     |  |  |                       |                       |                       |                       |                       |                       |  |  | 娘 ナルシュア公の某と結婚     | 娘 ナルシュア公の某と結婚     | 娘 ナルシュア公の某と結婚     | 娘 ナルシュア公の某と結婚     | 娘 ナルシュア公の某と結婚     | 娘 ナルシュア公の某と結婚     |  |  | 娘 ヴィーキンタスまたはエルドヴィラス（ジェマイティヤ公）と結婚 | 娘 ヴィーキンタスまたはエルドヴィラス（ジェマイティヤ公）と結婚 | 娘 ヴィーキンタスまたはエルドヴィラス（ジェマイティヤ公）と結婚 | 娘 ヴィーキンタスまたはエルドヴィラス（ジェマイティヤ公）と結婚 | 娘 ヴィーキンタスまたはエルドヴィラス（ジェマイティヤ公）と結婚 | 娘 ヴィーキンタスまたはエルドヴィラス（ジェマイティヤ公）と結婚 |  |  |  |  |  |  |  |  |
|                                             |                                             |                                             |                                             | 某 ヴィーキンタスの姉妹                     | 某 ヴィーキンタスの姉妹                     | 某 ヴィーキンタスの姉妹 | 某 ヴィーキンタスの姉妹 | 某 ヴィーキンタスの姉妹   | 某 ヴィーキンタスの姉妹   |                           |                           | ダウスプルンガス 1219年のみ言及 | ダウスプルンガス 1219年のみ言及 | ダウスプルンガス 1219年のみ言及 | ダウスプルンガス 1219年のみ言及 | ダウスプルンガス 1219年のみ言及 | ダウスプルンガス 1219年のみ言及 |                         |                         |                         |                         |  |  |                                                   |                                                   |                                                   |                                                   | 某 （最初の妻）                                   | 某 （最初の妻）                                   | 某 （最初の妻） | 某 （最初の妻） | 某 （最初の妻）                     | 某 （最初の妻）                     |                                     |                                     | ミンダウガス リトアニア大公/国王 （1236-1263） | ミンダウガス リトアニア大公/国王 （1236-1263） | ミンダウガス リトアニア大公/国王 （1236-1263） | ミンダウガス リトアニア大公/国王 （1236-1263） | ミンダウガス リトアニア大公/国王 （1236-1263） | ミンダウガス リトアニア大公/国王 （1236-1263） |                         |                         | モルタ （2番目の妻） ヴィスマンタスの妻、1262年頃死去 | モルタ （2番目の妻） ヴィスマンタスの妻、1262年頃死去 | モルタ （2番目の妻） ヴィスマンタスの妻、1262年頃死去 | モルタ （2番目の妻） ヴィスマンタスの妻、1262年頃死去 | モルタ （2番目の妻） ヴィスマンタスの妻、1262年頃死去 | モルタ （2番目の妻） ヴィスマンタスの妻、1262年頃死去 |                             |                             |                             |                             |  |  |                     |                     |                     |                     |                     |                     |  |  |                       |                       |                       |                       |                       |                       |  |  | 娘 ナルシュア公の某と結婚     | 娘 ナルシュア公の某と結婚     | 娘 ナルシュア公の某と結婚     | 娘 ナルシュア公の某と結婚     | 娘 ナルシュア公の某と結婚     | 娘 ナルシュア公の某と結婚     |  |  | 娘 ヴィーキンタスまたはエルドヴィラス（ジェマイティヤ公）と結婚 | 娘 ヴィーキンタスまたはエルドヴィラス（ジェマイティヤ公）と結婚 | 娘 ヴィーキンタスまたはエルドヴィラス（ジェマイティヤ公）と結婚 | 娘 ヴィーキンタスまたはエルドヴィラス（ジェマイティヤ公）と結婚 | 娘 ヴィーキンタスまたはエルドヴィラス（ジェマイティヤ公）と結婚 | 娘 ヴィーキンタスまたはエルドヴィラス（ジェマイティヤ公）と結婚 |  |  |  |  |  |  |  |  |
|                                             |                                             |                                             |                                             |                                             |                                             |                         |                         |                           |                           |                           |                           |                                 |                                 |                                 |                                 |                                 |                                 |                         |                         |                         |                         |  |  |                                                   |                                                   |                                                   |                                                   |                                                   |                                                   |                 |                 |                                     |                                     |                                     |                                     |                                                |                                                |                                                |                                                |                                                |                                                |                         |                         |                                                       |                                                       |                                                       |                                                       |                                                       |                                                       |                             |                             |                             |                             |  |  |                     |                     |                     |                     |                     |                     |  |  |                       |                       |                       |                       |                       |                       |  |  |                               |                               |                               |                               |                               |                               |  |  |                                                                 |                                                                 |                                                                 |                                                                 |                                                                 |                                                                 |  |  |  |  |  |  |  |  |
|                                             |                                             |                                             |                                             |                                             |                                             |                         |                         |                           |                           |                           |                           |                                 |                                 |                                 |                                 |                                 |                                 |                         |                         |                         |                         |  |  |                                                   |                                                   |                                                   |                                                   |                                                   |                                                   |                 |                 |                                     |                                     |                                     |                                     |                                                |                                                |                                                |                                                |                                                |                                                |                         |                         |                                                       |                                                       |                                                       |                                                       |                                                       |                                                       |                             |                             |                             |                             |  |  |                     |                     |                     |                     |                     |                     |  |  |                       |                       |                       |                       |                       |                       |  |  |                               |                               |                               |                               |                               |                               |  |  |                                                                 |                                                                 |                                                                 |                                                                 |                                                                 |                                                                 |  |  |  |  |  |  |  |  |
| 娘 ハールィチ・ヴォルィーニ王ダニールと結婚 | 娘 ハールィチ・ヴォルィーニ王ダニールと結婚 | 娘 ハールィチ・ヴォルィーニ王ダニールと結婚 | 娘 ハールィチ・ヴォルィーニ王ダニールと結婚 | 娘 ハールィチ・ヴォルィーニ王ダニールと結婚 | 娘 ハールィチ・ヴォルィーニ王ダニールと結婚 |                         |                         | タウトヴィラス 1263年死去 | タウトヴィラス 1263年死去 | タウトヴィラス 1263年死去 | タウトヴィラス 1263年死去 | タウトヴィラス 1263年死去       | タウトヴィラス 1263年死去       |                                 |                                 | ゲドヴィダス 1253年死去         | ゲドヴィダス 1253年死去         | ゲドヴィダス 1253年死去 | ゲドヴィダス 1253年死去 | ゲドヴィダス 1253年死去 | ゲドヴィダス 1253年死去 |  |  | ヴァイシュヴィルガス リトアニア大公 （1264-1267） | ヴァイシュヴィルガス リトアニア大公 （1264-1267） | ヴァイシュヴィルガス リトアニア大公 （1264-1267） | ヴァイシュヴィルガス リトアニア大公 （1264-1267） | ヴァイシュヴィルガス リトアニア大公 （1264-1267） | ヴァイシュヴィルガス リトアニア大公 （1264-1267） |                 |                 | 娘 ガリツィア王シュヴァルナスと結婚 | 娘 ガリツィア王シュヴァルナスと結婚 | 娘 ガリツィア王シュヴァルナスと結婚 | 娘 ガリツィア王シュヴァルナスと結婚 | 娘 ガリツィア王シュヴァルナスと結婚            | 娘 ガリツィア王シュヴァルナスと結婚            |                                                |                                                | レプリス 1261年のみ言及                        | レプリス 1261年のみ言及                        | レプリス 1261年のみ言及 | レプリス 1261年のみ言及 | レプリス 1261年のみ言及                               | レプリス 1261年のみ言及                               |                                                       |                                                       | ゲルストカス 1261年のみ言及                           | ゲルストカス 1261年のみ言及                           | ゲルストカス 1261年のみ言及 | ゲルストカス 1261年のみ言及 | ゲルストカス 1261年のみ言及 | ゲルストカス 1261年のみ言及 |  |  | ルクリス 1263年死去 | ルクリス 1263年死去 | ルクリス 1263年死去 | ルクリス 1263年死去 | ルクリス 1263年死去 | ルクリス 1263年死去 |  |  | ルペイキス 1263年死去 | ルペイキス 1263年死去 | ルペイキス 1263年死去 | ルペイキス 1263年死去 | ルペイキス 1263年死去 | ルペイキス 1263年死去 |  |  | レングヴェニス 1260年後に死去 | レングヴェニス 1260年後に死去 | レングヴェニス 1260年後に死去 | レングヴェニス 1260年後に死去 | レングヴェニス 1260年後に死去 | レングヴェニス 1260年後に死去 |  |  | トレニオタ リトアニア大公 （1263-1264）                         | トレニオタ リトアニア大公 （1263-1264）                         | トレニオタ リトアニア大公 （1263-1264）                         | トレニオタ リトアニア大公 （1263-1264）                         | トレニオタ リトアニア大公 （1263-1264）                         | トレニオタ リトアニア大公 （1263-1264）                         |  |  |  |  |  |  |  |  |

主要資料: Kiaupa, Zigmantas; Jūratė Kiaupienė, Albinas Kunevičius (2000) [1995], The History of Lithuania Before 1795 (English ed. ed.), Vilnius: Lithuanian Institute of History, p. 67, ISBN 9986-810-13-2